# Anthracoderma
Anthracoderma är ett släkte av svampar. Anthracoderma ingår i divisionen sporsäcksvampar och riket svampar.